# Laskowice (powiat Kluczborski)
Laskowice is een dorp in de Poolse woiwodschap Opole. De plaats maakt deel uit van de gemeente Lasowice Wielkie en telt 980 inwoners.

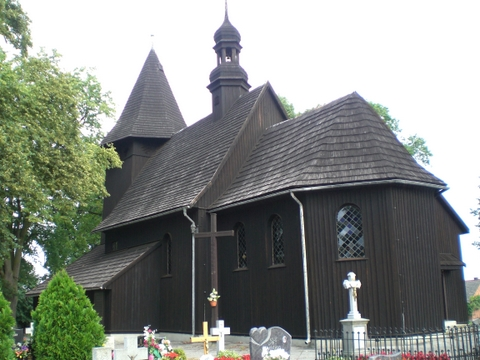
Oude kerk in Laskowice